# Tommy Schleh
DJ Klubbingman (10 de diciembre de 1964, Neckarbischofsheim, Alemania) cuyo nombre original es Tommy Schleh, es un DJ alemán de estilo Eurodance, que forma parte de la banda Masterboy.

## Kinki palace
Desde los 17 años ha trabajado como DJ. En 1999, su single Welcome to the Club alcanzó el éxito, al igual que Dreaming for a Better World. Hoy produce música hands up! en un club alemán de nombre Kinki Palace en Sinsheim, presentándose los viernes y sábados por las noches, con otros DJs como DJ Shog, DJ Stewart o DJ Rocco.
Entre sus singles como solista están:
- Welcome to the club
- Dreaming for a better world
- Open your mind
- Highway to the sky
- No Limit(On the beach)
- Magic Summer Night
- We Call It Revolution (con Trixi Delgado)
- Love message (con Trixi Delgado)
- Ride on a White Train (con Trixi Delgado)

## Masterboy
En 1989, conoció a Enrico Zabler e iniciaron carrera juntos. El grupo llamado Masterboy alcanzó éxito a mediados de los noventa.
- Datos: Q73595